# Compagnia della Nunziata

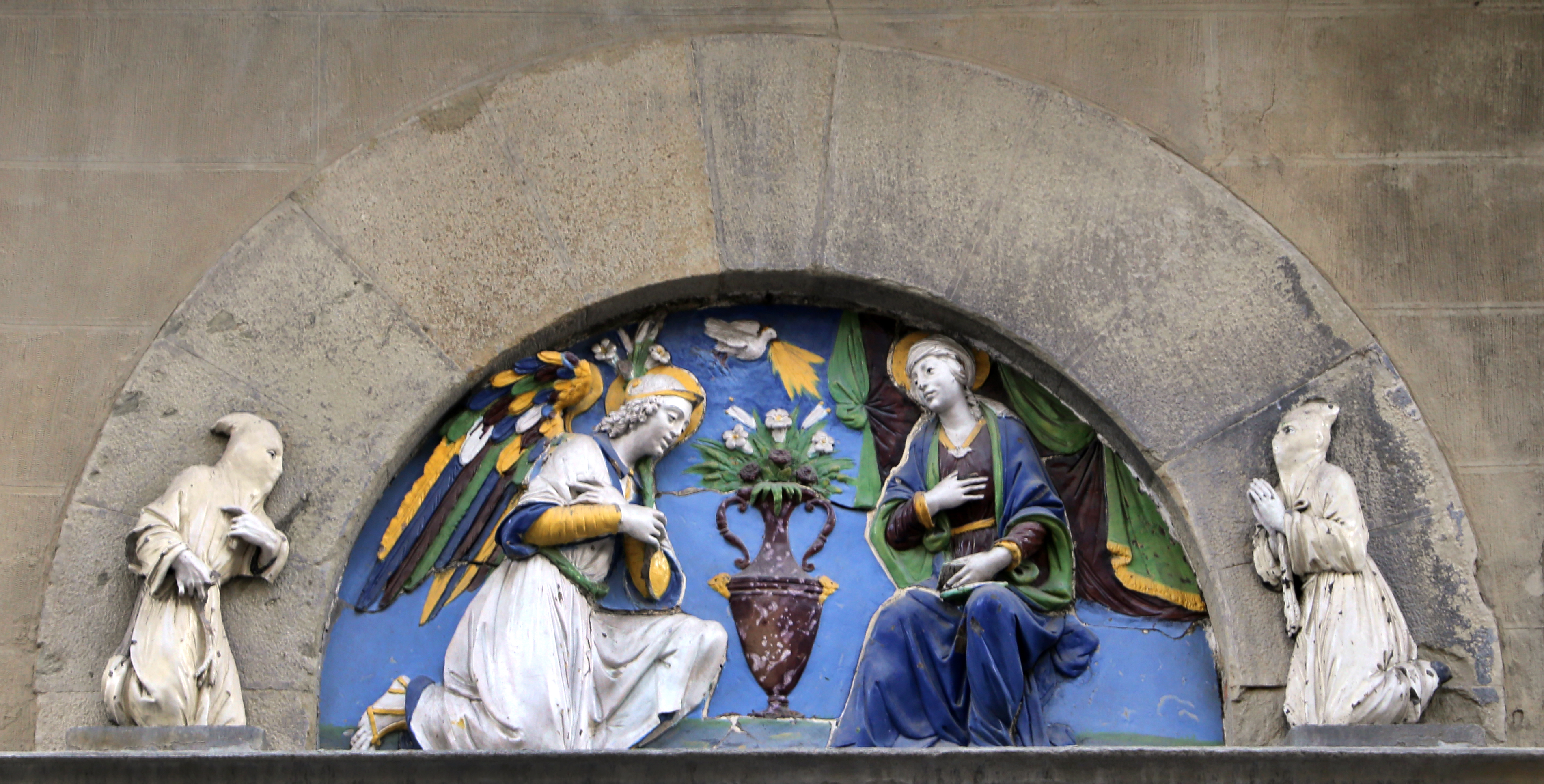
La lunetta sull'oratorio di San Pierino

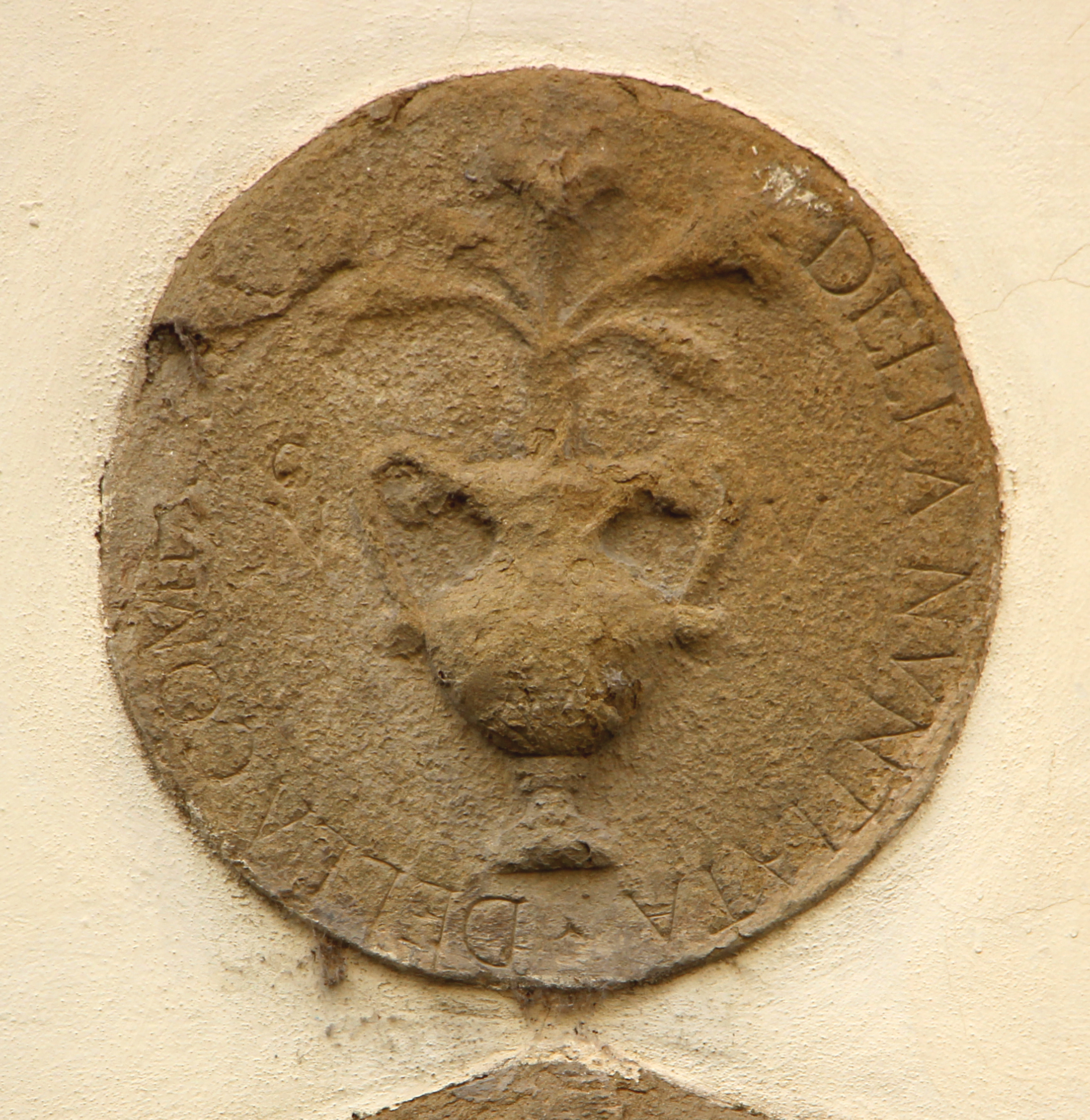
Stemma della Compagnia della Nunziata su un edificio in via delle Ruote

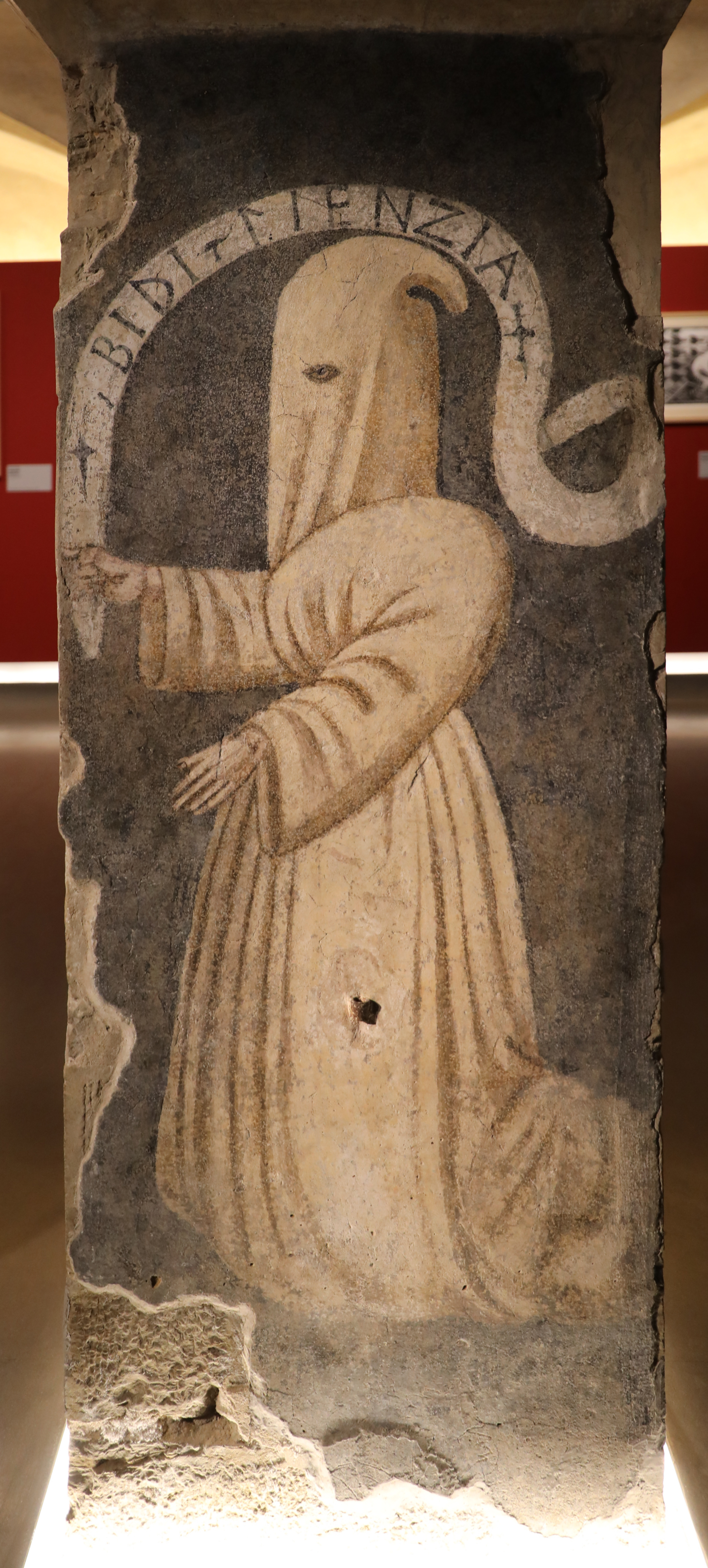
Un confratello della Nunziata, nei sotterranei dello Spedale degli Innocenti

La Compagnia della Santissima Annunziata, detta anche della Nunziata, era un'antica confraternita di Firenze.

## Storia
La confraternita nacque nel XV secolo presso la chiesa di San Pancrazio, per poi spostarsi più volte tra la Santissima Annunziata e lo Spedale degli Innocenti (prima in locali sui chiostri, poi dal 1471 nella cripta della chiesa, dove restano tre rappresentazioni dei confratelli), per approdare infine nel 1509 nell'oratorio in via dell'Orto dei Servi (oggi via Gino Capponi 4), detto poi di San Pierino e confinante coi locali della Compagnia di San Lorenzino. Più o meno a quella data risale la lunetta robbiana ancora oggi visibile con l'Annunciazione adorata da due confratelli, attribuita a Santi Buglioni.
I confratelli indossavano una veste bianca con la buffa (cappuccio che copriva la faccia), l'emblema della Compagnia cucito sulla spalla destra (vaso di gigli, colomba e raggi dello Spirito Santo) e un cordiglio di canapa, alla maniera dei penitenti. Erano accettate anche le donne, che pregavano però separatamente. Le riunioni ("tornate") avevano luogo la seconda e la quarta domenica del mese, in occasione delle feste degli Apostoli (ai quali era dedicato il ciclo di affreschi nel loro cortile), di Maria e delle principali ricorrenze religiose. Il Giovedì santo si mortificavano la carne con l'autoflagellazione, il Venerdì Santo facevano processione al crocifisso in ginocchio. Celebrazioni speciali si avevano anche per il Natale, la Candelora e soprattutto la festa dell'Annunciazione (25 marzo), che coincideva anche con l'inizio del nuovo anno. Si facevano processioni con le altre istituzioni religiose in Duomo per le ricorrenze Corpus Domini, per l'Annunziata e per la Madonna dei Dolori. Inoltre venivano fatte elargizioni di regalie la domenica delle Palme, la mattina di San Bartolomeo e quella di San Giovanni; per il 25 marzo venivano regalati a chiunque dei panellini benedetti. 
La Compagnia aveva come stemma un vaso con tre gigli uscenti, che ancora oggi si vede apposto sopra alcuni edifici da essa posseduti (come in via delle Ruote 33 o in via Giovanni da Verrazzano 6).
Nel 1772 venne stabilito un numero massimo di confratelli a centodieci. Nel novembre del 1784 la compagnia fu unita a quella confinante di San Lorenzo in Piano, e accolse anche i membri della soppressa Compagnia dei Calzolai: in quell'occasione vennero tutto passo sotto la cura di San Pier Maggiore, infatti da allora l'oratorio fu detto "di San Pierino". Tuttavia solo un anno dopo, nel 1785, Pietro Leopoldo emise il motu proprio che sopprimeva tutte le confraternite, compresa questa che non venne più rifondata.